# Екатерина Александријска
Света великомученица Екатерина Александријска (грч. ἡ Ἁγία Αἰκατερίνη ἡ Μεγαλομάρτυς; Александрија, 287- Александрија, 305) ранохришћанска мученица и светитељка.
Екатерина Александријска је рођена у Александрији 287. године. Према предању, у једној својој визији Исус Христос јој је даровао прстен, што је она протумачила као знак да свој живот треба да посвети Богу. Била је врло образована, и веома је добро познавала грчку филозофију, медицину, реторику и логику. Према предању, цар Максенције је једном приликом позвао 50 мудраца и организовао расправу у којој би се расправљало о вери. У тој расправи Екатерина је однела победу, а цар Максенције је као казну наредио да се свих 50 мудраца спале. Пред смрт, на Екатеринину молбу, ови мудраци су примили хришћанство и исповедили се.
Екатерина је била ухваћена, мучена и погубљена у својој 18. години, 24. новембра 305. године. По предању, при њеном погубљењу, из њеног тела потекло је тада млеко место крви.
Њене мошти чувају се на Синају.
Православна црква прославља свету Екатерину 24. новембра по јулијанском календару, тј. 7. децембра по грегоријанском календару.